# Aplysina cellulosa
Aplysina cellulosa är en svampdjursart som beskrevs av Hyatt 1877. Aplysina cellulosa ingår i släktet Aplysina och familjen Aplysinidae.
Artens utbredningsområde är havet utanför Indien. Inga underarter finns listade i Catalogue of Life.